# Ivan Betskoi
Iván Ivánovich Betskói (o Betskoy; 14 de febrero de 1704-11 de septiembre de 1795) fue un pedagogo e intelectual ruso, consejero de la emperatriz Catalina II de Rusia en el área de la educación. Nombrado presidente de la Academia Imperial de las Artes, ostentó el cargo durante treinta años entre 1764 y 1794. Obra suya fue el primer sistema educativo público en Rusia, considerada su mayor aportación.

## Vida

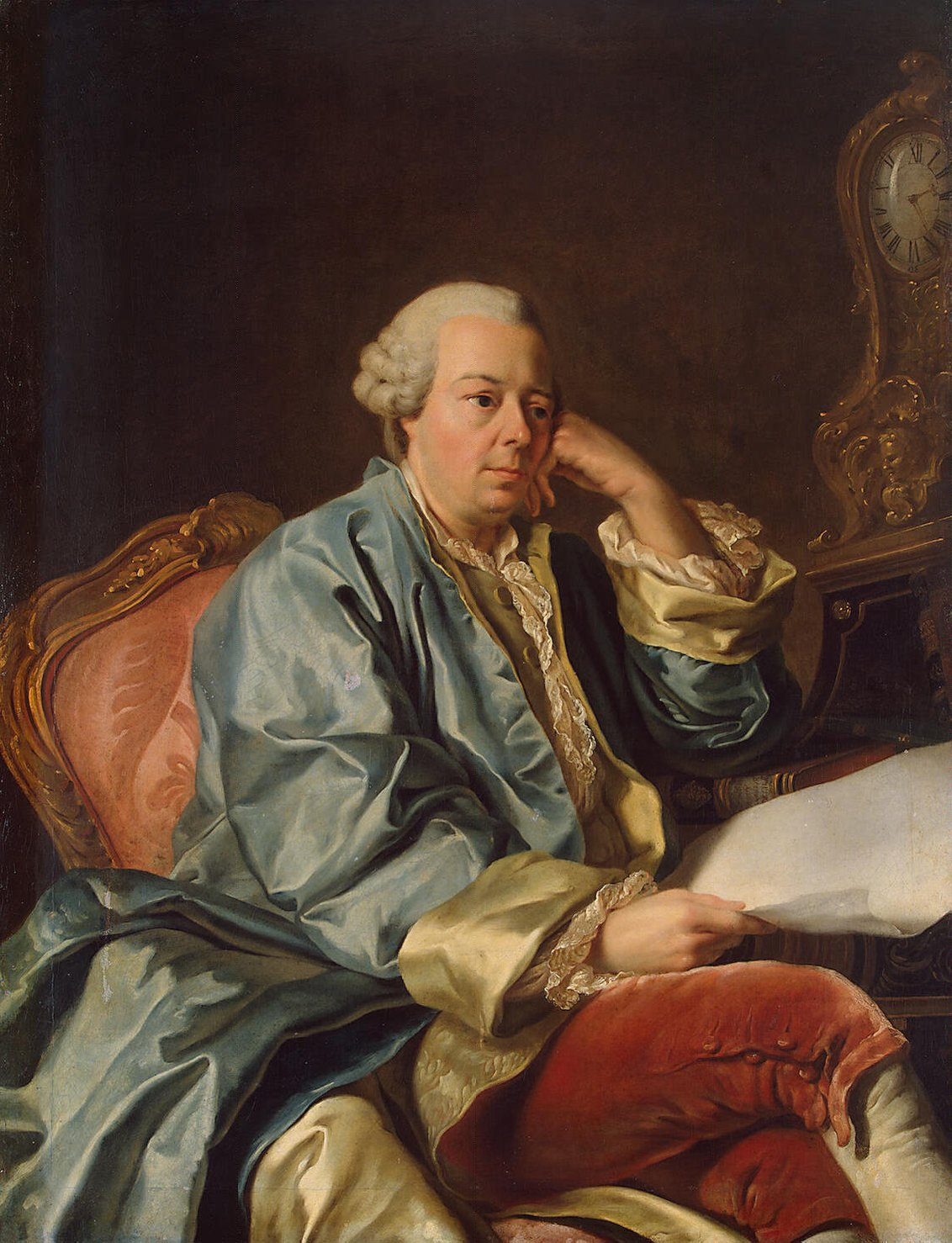
Iván Betskói, por Alexander Roslin.

Los padres de Iván Betskói fueron el príncipe Iván Trubetskói, un mariscal de campo ruso, y su amante sueca, la baronesa de Wrede. Su apellido es una abreviación del de su padre.
Iván nació en Estocolmo, donde su padre había sido hecho prisionero durante la gran Guerra del Norte, y fue después enviado hacia Copenhague para completar su formación militar, habiéndose unido a un regimiento de caballería danés. Durante su servicio militar en Suecia, sufrió una caída de caballo que lo forzó a retirarse de la vida militar. Iván Betskói regresó a Rusia en 1729. Al principio, prestó servicio como ayudante de campo de su padre, pero después pasó a integrar varias misiones diplomáticas que lo llevaron a visitar las capitales europeas.
Iván se vio envuelto en el golpe de Estado que colocó a la emperatriz Isabel I en el trono ruso. Como señal de agradecimiento, la emperatriz lo promovió a mayor general y le pidió que sirviera a la duquesa Juana Isabel de Holstein-Gottorp, cuya hija Catalina había sido escogida para prometida del sobrino y heredero de la emperatriz, el gran duque Pedro. En verdad, Iván Betskói ya conocía a Juana Isabel hacía dos décadas y la intimidad con que la trataba hizo que surgieran rumores sobre la paternidad de Catalina.
Tras ser expulsada de Rusia la emperatriz Juana Isabel en 1747, Iván Betskói decidió dejar sus cargos diplomáticos en Rusia y se trasladó a París, donde pasó quince años trabajando cerca de los creadores de la Enciclopedia, como Jean-Jacques Rousseau. Iván fue presentado a los miembros más altos de la aristocracia francesa a través de su única hermana, Anastasia Ivánovna, que se había casado con el conde de Hesse-Homburg tras la muerte de su primer marido, el príncipe Demetrio Cantemir de Moldavia.
Pedro III de Rusia volvió a llamar Iván a la corte y le encargó la gestión de los palacios y jardines imperiales. Cuando llegó a San Petersburgo, Iván se aproximó al entorno de la zarina, su supuesta hija Catalina, ayudándola a deponer a Pedro III en 1762. El estadista había puesto grandes esperanzas en la caída del zar. Así lo recuerda la princesa Catalina Dáshkova en su autobiografía.
A pesar de no haber tenido una posición política de relieve hasta 1764, momento en el que Catalina lo nombró presidente de la Academia Imperial de las Artes, Iván Betskói se convirtió en un pilar del sistema político ruso. Su posición en la corte de Catalina no es fácil de clasificar. Algunos historiadores dicen que su función era de "secretario personal", otros lo consideran un "ministro de la educación no oficial". Era una de las pocas personas que tuvo acceso ilimitado a la emperatriz durante la mayoría de su reinado. Fue por sugerencia suya que Étienne-Maurice Falconet fue elegido para esculpir el jinete de bronce y fue él quien escogió a Georg von Veldten para hacer la reja de hierro del Jardín de Verano.
La influencia de Iván continuó siendo grande hasta al final de la década de 1780, cuando las ideas reformistas de Catalina comenzaron a desvanecerse. Tenía noventa y dos años cuando murió, tras un largo período de incapacidad y ceguera. Iván nunca se casó y dejó sus propiedades a una hija bastarda muy querida por la emperatriz Catalina. Esta hija vendría a casarse con José de Ribas, un aventurero español que fundó la ciudad de Odesa.

## Reformas educativas

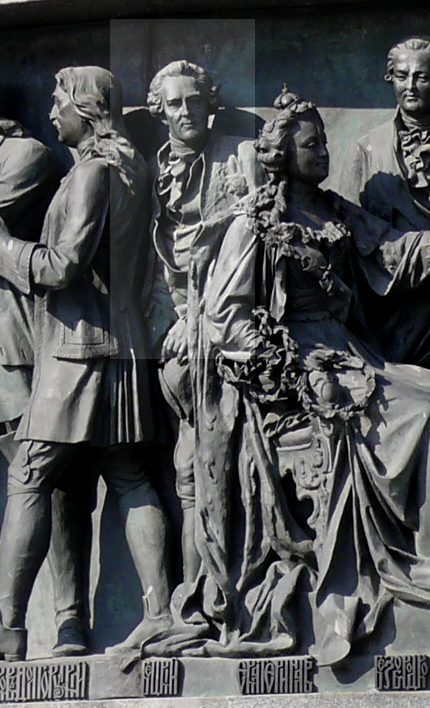
Iván Betskói al lado de Catalina en el monumento Milenario de Rusia en Veliki Nóvgorod.

En 1763, Iván Betskói presentó a Catalina el Estatuto para la Educación de los jóvenes de ambos sexos, un documento lleno de citas de Comenius, John Locke y Rousseau y presentaba una propuesta para educar los jóvenes rusos de ambos sexos en las escuelas del estado con el objetivo de crear "una nueva raza de hombres". Iván presentó una serie de argumentos a favor de la educación general de los niños en vez de una formación más especifica: "ofertando a nuestros jóvenes una educación en estos principios, iremos a crear (...) nuevos ciudadanos." Debía ser dada una mayor atención a los internados debido a la idea de Rousseau de que "aislar a los alumnos hace que los profesores consigan protegerlos de los males de la sociedad."
La emperatriz apoyó esta idea y creó la Sociedad para la Formación de Jóvenes Biennacidos, teniendo a Iván como administrador. Esta asociación creó una escuela, el Instituto Smolny, que se hizo la primera institución para la educación de mujeres en Rusia y una de las primeras de Europa. El Instituto Smolny debería hacerse un centro de formación de las ideas de Rousseau sobre la educación: las jóvenes - consideradas las futuras bases educacionales de sus familias - eran protegidas de todas las influencias negativas y tuvieron una educación más moral que intelectual. La emperatriz mantuvo correspondencia con varias de las alumnas, considerando la escuela su mayor contribución para la sociedad rusa.
Betskói y Catalina escribieron conjuntamente un manual para uso de esta escuela titulado "Considerando los deberes del Hombre y del Ciudadano". Este ensayo no solo trataba de los deberes de las alumnas para con Dios y la sociedad, sino que tenía también consejos prácticos sobre salud, higiene y otros asuntos cotidianos. Una larga colección de los manuales de Iván Betskói fue publicada en Ámsterdam en 1775. La edición que escribió con Catalina fue revisada y aumentada en dos volúmenes entre 1789 y 1791.
Habiendo nacido fuera del matrimonio y deseoso de reducir la elevada tasa de infanticidios, Iván Betskói vio en los niños bastardos y huérfanos una oportunidad para aplicar sus teorías educativas. Fue por sugerencia suya que fueron abiertas dos casas de acogida, la primera en Moscú, en 1764, y la segunda en San Petersburgo en 1770. La Casa de Acogida de San Petersburgo fue una precursora de la actual Universidad Pedagógica Estatal Herzen de Rusia. No menos importante fue su empeño en la educación de los hijos de mercaderes. Iván deploraba el hecho de que existieran "solo dos clases en nuestra sociedad: los campesinos y los nobles", e intentó promover el desarrollo de la clase media a través de la creación de una escuela comercial en Moscú.